# Forza Horizon 3
Forza Horizon 3 est un jeu vidéo de course automobile développé par Playground Games pour les plates-formes Microsoft Windows et Xbox One, édité par Microsoft Studios, sorti le 27 septembre 2016. Une démo gratuite était disponible du  12 septembre 2016 au 27 septembre 2020.
Il fait suite au jeu Forza Horizon 2, sorti en septembre 2014. Le principe simple consiste à gagner des courses pour s’acheter de nouvelles voitures et agrandir des festivals Horizon. Il est aussi possible de jouer à plusieurs avec plusieurs mode de jeu autre que des courses. Cependant, plusieurs joueurs (notamment ceux diffusant des vidéos sur Youtube) ont adapté un mode police vs voleurs, inventé et basé sur le jeu de role.

## Système de jeu

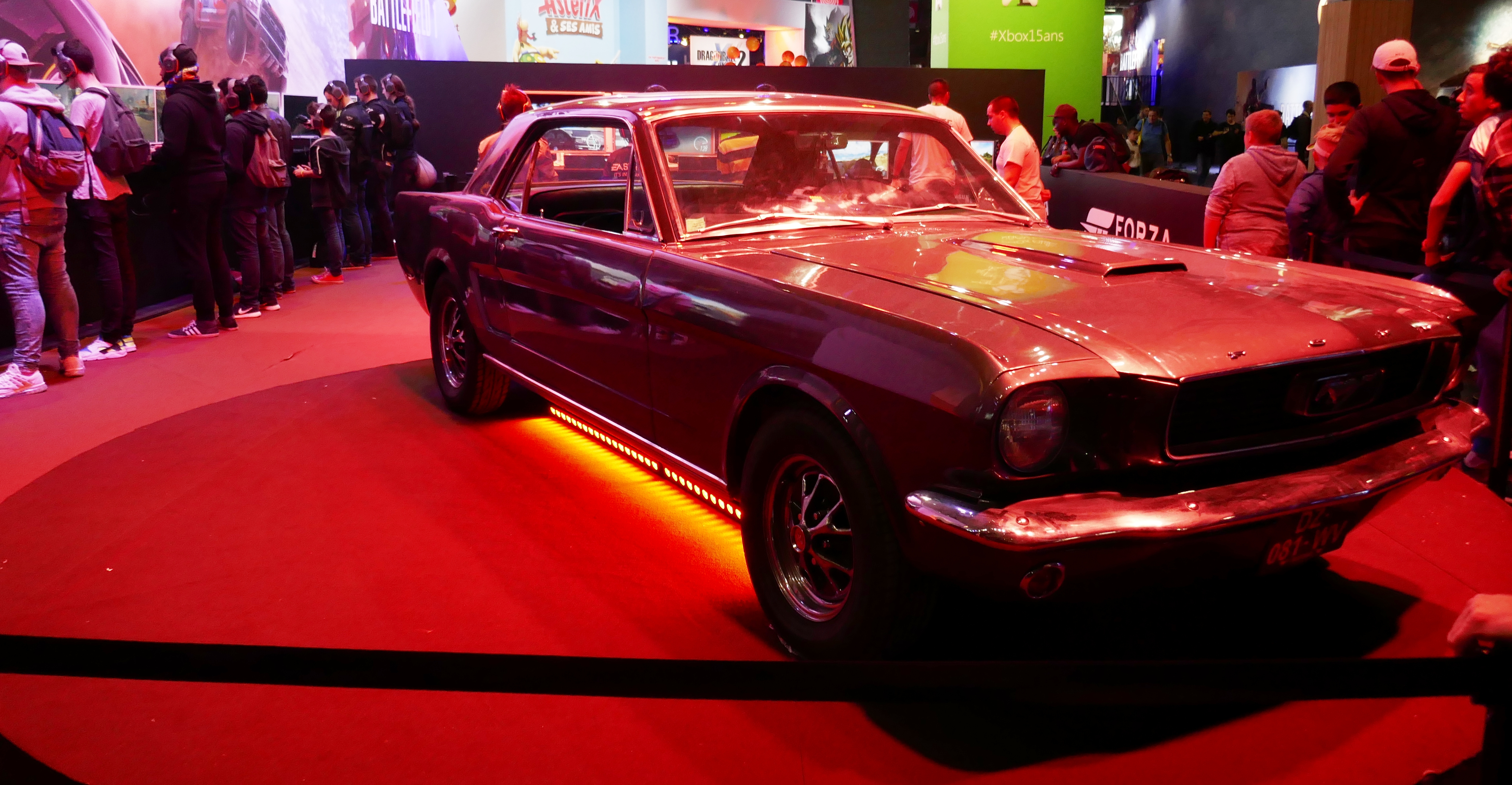
Stand de Forza Horizon 3 à la Paris Games Week, en 2016.

Le jeu se déroule en Australie, et l'on peut diviser la carte en 3 environnements : la "Rainforest", composée de « Byron Bay » et de « Yarra Valley », le désert (Outback), et la ville (Surfer's Paradise) inspirée de Gold Coast. Pour la première fois, le Warthog de la licence Halo est un véhicule disponible dans le jeu, ainsi que la Regalia de Final Fantasy, disponibles via le Forzathon. Cet épisode se démarque par rapport aux deux premiers par un environnement plus riche et différent ainsi que par un espace de jeu plus vaste. Le jeu propose quelques nouveautés, notamment concernant le choix de l'implantation du festival et la façon de le faire évoluer. La différence vient du fait que l'organisateur est le joueur lui-même.

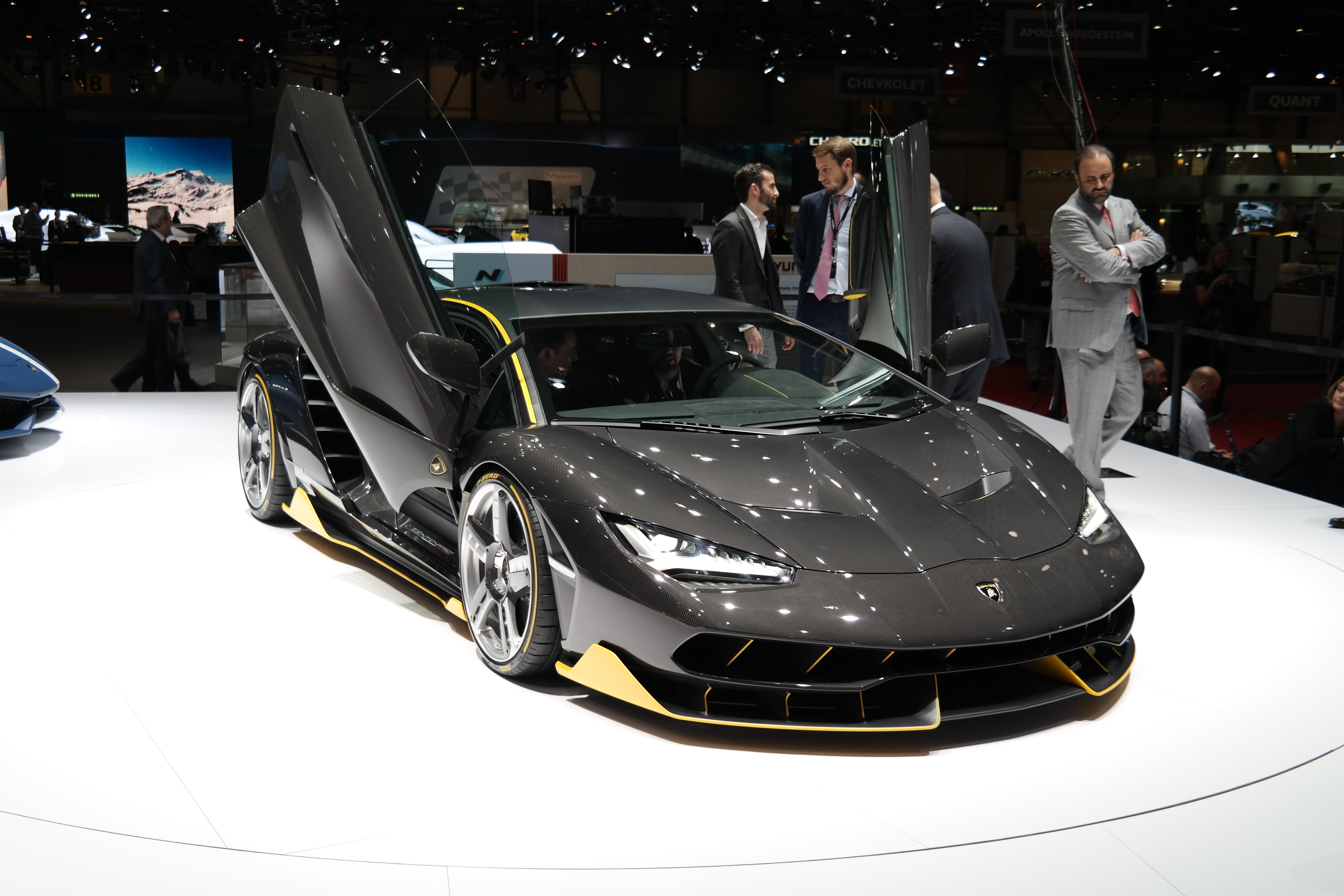
La Lamborghini Centenario est la voiture apparaissant sur la jaquette du jeu.

Comme dans certains volets de la série Need for Speed, une customisation plus poussée de certains véhicules est également présente.

## Extensions
Il existe deux DLC ou extensions: 
- Blizzard Mountain, une extension avec une carte enneigée comportant des véhicules spécialement conçu dans ce genre d'environnement.
- Hot Wheels une seconde extension sorti plusieurs mois après la sortie du jeu, a l’occasion du 50e anniversaire de la marque de jouets miniature. Ce DLC comporte des véhicules de la marque de jouet ainsi que des modèles réels.

## Véhicules du jeu
Dans cette troisième itération de la série Horizon, il existe plus de 350 véhicules.

### Véhicules non jouables
Ces véhicules font partie du trafic routier :
- 2010 Abarth 500
- 2004 Audi S4
- 2000 BMW 323ti Sport
- 2011 BMW X5 M
- 2009 Ford Fiesta Zetec S
- 2014 Ford FPV Limited Edition Pursuit Ute
- 2011 Ford Transit Diesel
- 2010 Mazda Mazdaspeed 3
- 2009 Mercedes-Benz A200 Turbo Coupe
- 2004 Mercedes-Benz C32 AMG
- 1992 Mitsubishi Galant VR-4
- 2009 Mini John Cooper Works
- 2005 Subaru Legacy B4 2.0 GT
- 2008 Toyota Yaris S